# 西吉党家岔地震滑坡堰塞湖遗址
|  |

西吉党家岔地震滑坡堰塞湖遗址，是一个位于中国宁夏回族自治区固原市西吉县的国家级典型地震遗址。
此处遗址是1920年海原大地震的水利文化及地质遗址，党家岔震湖流域面积为80平方千米，由党家、苏堡、堡玉和河滩等水堰组成，是世界第二大震湖、中国第一大震湖和宁夏第二大湖泊。

## 地质背景
西吉党家岔地震堰塞湖位于西吉县城西南部，宁夏回族自治区西部，属黄土高原中心地带，境内土地辽阔、类型多样、土层深厚、土质疏松。海原县深居内陆，年均气温5.3℃，年均降水400毫米左右，海拔1688至2633米。
海原大地震发震的海原活动断裂带处于欧亚板块内部，位于青藏高原西北边缘地区。海原活动断裂带是一条左旋走滑断裂，亦是该地区规模最大、活动最强烈的一条断裂带。该断裂带由11条次级剪切断层组成，呈现垂直位移较大、水平位移较小的格局。截至1976年，在黄土高原及其相邻地带共记载和监测到6级以上破坏性地震51次，其中7级以上22次，8级以上6次。

## 遗址历史
1920年12月16日，甘肃省海原县发生了里氏震级7.8级、矩震级8.5级的强烈地震，震中烈度达中国地震烈度表XII(12)度。据北洋政府调查组负责人翁文灏估计，此次地震“震动范围延及甘、陕、蜀、鄂、皖、豫、晋、燕、鲁、察、绥、青等12省区，面积约170万平方公里……震灾最重者，在海原、固原、靖远、隆德、静宁、通渭之间，而尤以海原、固原间为最烈”。据翁文灏统计，震中区域内，土房窑洞一律塌平，即砖筑墙垣及建筑较固之衙署祠墓等，亦受重大损坏。是次地震估计造成至少273,400人死亡，伤者不计其数。
2008年，经中国地震局批复同意，西吉党家岔地震滑坡堰塞湖遗址定为国家级典型地震遗址。

## 地质遗迹
党家岔震湖流域面积为80平方千米，水域面积为186.6万平方米，堰容为1 600万立方米，蓄水1 120.00万立方米，长3110米，宽600米，平均水深12米，平均年径流深26.40毫米，地表水资源量为0.83亿立方米。震湖由党家、苏堡、堡玉和河滩等水堰组成，依次呈串珠状分布，湖面宽广，湖岸曲折，三面环山。震湖流域周边有西吉县震湖乡、王明乡、马建乡、兴平乡、田坪乡等乡镇。当地地质滑坡属层间、顺层和切层大型滑坡群，谷坡坡高30至40米，坡型较为平缓，滑坡体长2500米。

## 生物资源
党家岔震湖形成了独特的湖泊生物圈，动植物资源丰富。生物学调查表明，震湖内存有的植物种类数量占全宁夏植物种类的13.4%，遗址内分布的植物有22科44属62种，其中维管束植物62种，蕨类植物1科1属2种，裸子植物2科3属3种，被子植物19科40属57种。景区内有猪毛菜属、沙蓬属、虫实属、棘豆属、蒺藜属等植物，反映出景区生境的干旱特点。
同时，震湖内有大量珍稀动物分布。遗址内有脊椎动物5纲24目49科116种，其中鱼类2目5科16种，两栖动物1目2科2种，爬行动物1目3科5种，鸟类14目28科69种，哺乳动物6目11科24种。湖区内有国家I级保护动物金雕、玉带海雕、白尾海雕3种，国家II级保护动物斑嘴鹑鹏、大红脚华等11种，地域特色物种西吉彩螂等。湖区内有多种珍稀候鸟，是区域候鸟和留鸟的重要栖息地。
党家岔震湖属黄土丘陵地貌，地下水资源贫乏。党家岔堰湖水矿化度高、硬度高、味苦咸，水质偏碱性，人畜无法饮用，不宜用于灌溉，宜养鱼。湖区内有数十座天然水堰，形成了大型堰塞湖。

## 遗址保护
有专家指出，当地政府对党家岔堰塞湖遗址缺乏详细科学的旅游开发规划方案，过于侧重建设，文保资金投入严重不足，导致遗址受到毁损破坏。同时，震湖缺乏统一旅游和遗址保护机构，当地地震和旅游等部门交叉管理、各行其是，保护协调困难。
目前，党家岔堰塞湖遗址已完成生态移民100户，并已规划堰体除险加固、水土保持及林草建设等文保项目。同时，当地也规划建设基础绿化工程、景区经营工程、环境保护工程、科技教育工程、生态治理工程等五类工程设施。

## 延伸阅读
- 宁夏回族自治区地震局; 中共海原县委; 海原县人民政府. . 银川: 阳光出版社. 2010-12 （中文（中国大陆））.
- 张思源. . 北京: 地震出版社. 2014-07 （中文（中国大陆））.